# Rolf Gith

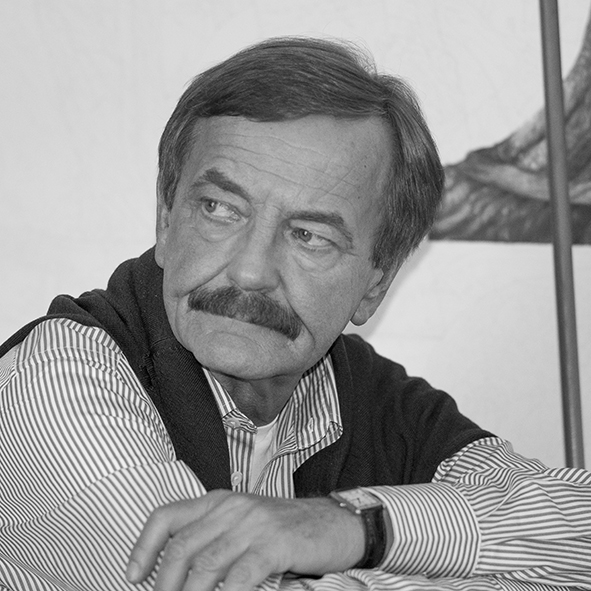
Rolf Gith (2014)

Rolf Gith (* 11. Mai 1950 in Hamburg) ist ein deutscher Maler, Zeichner und Designer.

## Werdegang
Noch während seiner Schulzeit nahm Rolf Gith privaten Zeichen- und Malunterricht bei Arie Goral und Eduard Hopf.
Von 1968 bis 1974 studierte er an der Hochschule für bildende Künste Hamburg Malerei bei Hans Thiemann und Rudolf Hausner sowie zusätzlich visuelle Kommunikation bei Hans Michel, das er 1971 mit Examen abschloss. Im selben Jahr erhielt Gith die Studienstiftung des Deutschen Volkes für Malerei, verbunden mit Studienaufenthalten in Florenz und Rom. Seit 1974 arbeitet Gith als Maler, Zeichner und Designer, unter anderem in Hamburg für das NDR-Fernsehen im Bildungs- und Kursusprogramm. 1981 verlegte Gith seinen Wohnsitz nach Wiesbaden und war von 1981 bis 2013 u. a. als Medien-Designer für das ZDF in Mainz tätig. Dort war er zuletzt von 2003 bis 31. Mai 2013 als Geschäftsbereichsleiter für den Bereich Bildgestaltung und Design verantwortlich. In der Zeit von 1990 und 2001 hatte er zudem einen Lehrauftrag an der Fachhochschule Mainz, hielt Vorlesungen an der Kunsthochschule für Medien Köln und hatte eine Gastprofessur an der Hochschule für Künste Bremen. Gith ist Mitglied im Künstlersonderbund in Deutschland, einer Vereinigung von realistisch arbeitenden Kunstschaffenden. Mit den seit 1996 entstanden Objektdarstellungen zählt er zu den zeitgenössischen Malern, die das Genre Stillleben in der Kunst neu beleben. Rolf Gith lebt in Wiesbaden. Seine Arbeiten befinden sich in privatem und öffentlichen Besitz.

## Werk und Motive
Nach dem Studium malte Gith zunächst lebensgroße Aktbilder mit dem Serientitel „Susanne“. In diesen Bildern wendet Gith zum ersten Mal die altmeisterliche Schichtentechnik an, bei der die Farbe in dünnen, durchscheinenden Schichten mehrfach übereinander aufgetragen wird und bei der erst durch die sich überlagernden Farbaufträge die gewünschten Farbtiefen entstehen. Die Serie wurde 1976 in der Galerie in Flottbek (Katalog) und 1977 im Kunstkreis Hameln gezeigt. Zwei Arbeiten wurden im Rahmen des Kunstpreises junger Westen unter dem Titel „Akt 75“ in der Städtischen Kunsthalle Recklinghausen und in der Städtischen Galerie Oberhausen gezeigt.
Von 1977 bis 1981 entstanden dann kleinere Arbeiten in Tempera und Öl auf Leinen im Format 72 × 70 cm. Diese Arbeiten beschreiben eine persönliche Mythologie, die Gith jeweils an einem Stab arrangierte, wie z. B. Kinder-, Alltags- und Zeit-Stab. Die Bilder wurden 1979 im Württembergischen Kunstverein Stuttgart gezeigt (z. B. Katalog „Forum Junger Kunst“, 1979 und Katalog „Maler in Hamburg“, 1982). Gith verarbeitet hier symbolisch persönliche Erfahrungen und Themen. Zu diesem Zyklus erschien 2024 ein Bildband unter dem Titel "Frühe Arbeiten".
Nach diesem Zyklus wandte sich Gith der Zeichnung zu. Ab 1981 zeichnete er Porträts von Personen seiner Umgebung, aber auch zahlreiche Selbstporträts. Diese filigran erarbeiteten Physiognomien wurden 1984 im Kunsthaus Hamburg im Rahmen der Ausstellung „Hans Thiemann und seine Schüler“ (Katalog) und 1991 im Burggrafiat Alzey ausgestellt.
Gith erweiterte sein Themenspektrum mit einer Phase von realistischen bis freien Zeichnungen, für die Gith mystische Skulpturen fertigte, die er als Grundmotiv in seinen Zeichnungen verwendete. 1994 erschien der Katalog zu diesen Zeichnungen und Skulpturen.
1996 beginnt Gith eine neue Schaffensperiode, wobei er sich nun ganz auf die Malerei selbst konzentriert. Zentrale Themen seiner Arbeiten sind jetzt Licht und Farbe in der Malerei. Bis 2008 entsteht der erste Werkblock unter dem Titel „message of light and color“ bestehend aus neun Arbeiten im Format 150 × 150 cm, gemalt in Eitempera und Harzölfarbe auf Leinwand. Gith arrangiert hierzu kleine Objektgruppen, die er dann stark vergrößert, als Blow-up, auf die Leinwand überträgt. So dringt Gith malerisch in das innerste der Objekte vor und steigert die sinnliche Erfahrung der Dinge. Requisiten der Bilder, wie Wachs, Fell oder Schädel treten aus ihrer profanen Rolle heraus und erhalten eine magische Bedeutung. Diese Malerei realisiert Gith erneut in einer aufwendigen altmeisterlichen Schichtentechnik, da sich nur so wesentliche Merkmale für Giths Malerei, wie Transparenzen oder Farbtiefen darstellen lassen. Der Katalog zum Werkblock „message of light and color“ erschien Anfang 2010. Einige Arbeiten wurden erstmals 2012 im Kunsthaus Wiesbaden gezeigt.
In den Jahren 2009 bis 2013 malte Gith den zweiten Werkblock mit dem Titel „sign of light“. Während die früheren Bilder auratisch, geradezu symbolgeladen erschienen, so markiert diese Serie eine neue Phase im Werk von Gith. Die Objekte treten schlichter und alltäglicher auf, zugleich von Licht über- und durchflutet. Der auf den ersten Blick fast fotografisch anmutende Verismus wird auch hier beibehalten, durch das Blow-up-Verfahren jedoch bewusst verfremdet, indem die Dinge sich bei näherer Betrachtung in Lichtbahnen und Farbfelder aufzulösen scheinen. Teile des Werkblocks wurden zum ersten Mal 2014 in der Galerie Schmalfuss in Marburg präsentiert. Der 2014 erschienene Katalog zum Werkblock „sign of light“ dokumentiert diesen Zyklus.
Das Museum Modern Art Hünfeld zeigte 2015 insgesamt elf Arbeiten aus beiden Werkblöcken.
Von 2013 bis 2016 erarbeitete Gith den dritten Werkblock unter dem Titel „low light“ im Sinne von Restlicht. Hier geht es Gith nun um die Auflösung der Objekte in der Dunkelheit und um die Frage, wo Farbe im Streiflicht der Plastizität beginnt. Die Identifizierung der Dinge im Bild wird schwerer, ist zum Teil sogar unmöglich – ein gewollter Effekt der den experimentellen Charakter der Serie verdeutlicht.
Die letzten drei Gemälde des sechsteiligen Werkblocks bilden eine geschlossene Serie innerhalb des Zyklus, in dem Rolf Gith die Themen seiner Malerei um historisch-biografische Aspekte erweitert. In diesen Werken thematisiert der Maler seine Familiengeschichte, wobei einzelne Objekte und Motive stellvertretend für entscheidende Lebensabschnitte und Charaktereigenschaften der „portraitierten“ Personen stehen. Im „Restlicht“ ruft Gith individuelle Erinnerungen wach und reflektiert zugleich die Grundlagen seiner Malerei auf neuartige Weise. Der komplette Werkblock wurde 2016 in der Galerie KunstKontor in Wiesbaden gezeigt. Zur Ausstellung ist ein Katalog erschienen.
Ende 2016 beginnt Gith den vierten Werkblock „message of silence“. Hier geht es dem Maler nun um die „Stille der Dinge“ in einer extremen Nahsicht. Eine dramatische Steigerung erfährt dieser Effekt durch das neue Großformat von 200 × 200 cm. Auf der Leinwand entstehen so für den Betrachter aus realen Objekten phantastische, fast abstrakt anmutende Bildkompositionen. Eine zentrale Rolle spielen in dieser Serie Glas und Wasser, die in ihren Transparenzen die banalen Objekte, wie z. B. Blüten, brechen, verzerren oder reflektieren. Ein Mikrokosmos des Sichtbaren. Eine Arbeit aus diesem Werkblock „Waterbird“ wurde neben früheren Arbeiten zum ersten Mal 2017 in der Galerie Schmalfuß, Berlin gezeigt. Die ersten sechs Werke wurden im Oktober/November 2018 in der Galerie Kunstkontor, Wiesbaden präsentiert. Darunter zum ersten Mal drei Arbeiten im Format 200 × 200 cm. Der 2021 erschienene Katalog „message of silence“ dokumentiert alle Arbeiten aus diesem Werkblock.
Mit dem fünften Werkblock „no black“ beginnt Gith 2019. Neben dem schon bestehenden Blow-up-Verfahren wird hier die Verbannung der Farbe „schwarz“ als zentrales Element neu eingeführt mit dem Ergebnis einer leuchtenden und intensiven Farbigkeit.
Die Objekte treten asketisch, fast einsam in die Szene. Der tragende Sockel bildet den Untergrund für die Farbfläche, die sich auf die Farbigkeit des Objekts bezieht. Eine neue Form der Farbfeldmalerei, da Gith hier die Farbe, wie bei den Objekten, in lasierenden Farbschichten, aufträgt und so auch hier Farbtiefen ermöglicht. So entsteht eine Korrespondenz unterschiedlicher Ebenen zwischen dem realen Objekt und der abstrakten Farbfläche. Diametrale bildnerische Elemente erhalten so eine gemeinsame Struktur. Der 2022 erschienene Katalog „no black“ dokumentiert diesen Werkblock.
Das Kunstmuseum Marburg zeigt 2020 eine umfangreiche Werkschau unter dem Titel „Rolf Gith – message of painting“ mit Arbeiten aus den letzten 24 Jahren. In der Ausstellung sind exemplarisch Bilder aus den bisher realisierten fünf Werkblöcken zu sehen. Diese Auswahl vermittelt einen guten Eindruck von der technischen Brillanz und der konzeptuellen Bedeutung des malerischen Werks. In einem vierteiligen Künstlergespräch erläuterte der Maler seine künstlerische Position und die Hintergründe der Ausstellung.
Das KunstKontor, Wiesbaden zeigt 2021 die bisher umfänglichste Galerie-Werkschau des Malers. Gezeigt werden Arbeiten aus drei Werkblöcken: „message of silence“, „no black“ und dem noch unvollendeten Werkblock „news of visible“. Ergänzend sind aber auch erstmals Bilder aus seinem Frühwerk zu sehen.
Der neueste Werkblock „news of visible“ wird mit vier Arbeiten vorgestellt. Gith beschreitet mit diesen Arbeiten wieder neue Wege, wie sein 2021 fertiggestelltes Hölderlin-Porträt exemplarisch zeigt. Diese aus einem Aquarell abgeleitete Ölmalerei thematisiert die Flüchtigkeit allen Seins und widmet dem Dichter ein eindrucksvolles Lebensbild.
Zwischen 2021 und 2023 entstand der Werkblock „digital view“ als Auseinandersetzung mit der veränderten Sicht durch digitale Filter auf die Objekte. So wird ein Bildausschnitt noch einmal gerastert und zusätzlich vergrößert dargestellt. Drei Arbeiten aus diesem Zyklus werden 2024 erstmalig in der Ausstellung Rolf Gith - message of light and color in der RealismusGalerie Berlin gezeigt.
Anfang 2023 beginnt Gith mit dem Werkblock „message of flying“. In diesen Bildern greift Gith Elemente wie Aquarell und Zeichnung auf, wie sie schon in früheren Serien zum Teil zu finden sind. Nun aber werden sie bildfüllend mit nur noch einem Requisit, z. B. mit einem Stab dargestellt.
Auch hier spielt die extreme Vergrößerung der Vorlage, z. B. eines Aquarells eine wichtige Rolle. So gesehen sind diese Bilder sehr realistische Darstellungen abstrakter Vorlagen.
Der Bildaufbau entspricht dem eines Triptychon, wobei die drei Tafeln in sich frei gegliedert sind und eine Art abstrakte Bildergeschichte erzählen, die je nach Assoziation beim Betrachter sehr unterschiedlich ausfallen kann.
Damit gelingt es Gith eine neue Bildsprache zu schaffen, wie sie so bisher nicht zu finden ist.
Der komplette Werkblock wurde 2025 im KunstKontor Wiesbaden zum ersten Mal gezeigt.

## Wichtige Ausstellungen
- 1974 Kunsthaus Hamburg, Hamburg, Maler in Hamburg 3 (Katalog)
- 1974 Internationales Kulturzentrum, Antwerpen
- 1974 Academie des Beaux Arts, Gent, Neue Realisten aus Hamburg (Katalog)
- 1975 Städtische Kunsthalle, Recklinghausen
- 1975 Städtische Galerie, Oberhausen, Kunstpreis junger Westen – Akt 75 (Katalog)
- 1976 Galerie in Flottbek, Hamburg (Katalog)
- 1976 Internationaler Kunstmarkt Düsseldorf 1976 (Katalog)
- 1977 Kunstkreis Hameln
- 1977 Kunsthaus Hamburg, Hamburg, Realisten in Hamburg
- 1977 Äbtepalast Oliva, Danzig, Realisten in Hamburg (Katalog)
- 1977–78 Wanderausstellung durch die USA Realist in Hamburg (Katalog)
- 1979 Württembergischer Kunstverein Stuttgart, Forum Junger Kunst '79 (Katalog)
- 1979–80 Altonaer Museum, Hamburg-Altona, Das Kind in unserer Welt (Katalog) im Rahmen der Ausstellung „Von Lust und Last, ein Kind zu sein“
- 1980 Kunsthaus Hamburg, Das Geheimnis der Welt ist das Sichtbare
- 1981 Galerie Spectrum, Antwerpen
- 1984 Kunsthaus Hamburg, Hans Thiemann und seine Schüler (Katalog)
- 1991 Galerie im Burggrafiat, Alzey
- 2004 Galerie Cornelissen, Wiesbaden
- 2012 Kunsthaus Wiesbaden[5]
- 2014 Galerie Schmalfuss, Marburg, Stand der Dinge[6]
- 2015 Museum Modern Art Hünfeld, TOP4
- 2016 Königliche Porzellan-Manufaktur, Berlin[7] (Katalog)
- 2016 Galerie KunstKontor, Wiesbaden[8] (Katalog)
- 2017 Galerie Schmalfuss (Gruppenausstellung), Berlin[9]
- 2018 Galerie KunstKontor, Wiesbaden, Rolf Gith - message of silence
- 2019 Kunstmesse ARTe, Wiesbaden (Katalog)
- 2019 KUNSTBEZIRK Stuttgart, fremd-vertraut, Künstlersonderbund in Deutschland 1990 e.V. (Katalog)
- 2020 Kunstmuseum Marburg[10]
- 2021 Galerie KunstKontor, Wiesbaden, news of visible
- 2022 Kunstverein Templin, Im Blick des Anderen I, Künstlersonderbund in Deutschland 1990 e.V. (Katalog)
- 2022 Galerie Schmalfuss, Marburg, 21 Jahre – Eine Jubiläumsausstellung
- 2022 Stadtgalerie Wetzlar, Wär' nicht das Auge sonnenhaft…, Künstlersonderbund in Deutschland 1990 e.V. (Katalog)
- 2023 Museum Schloss Königshain, Grenzgänge, Künstlersonderbund in Deutschland 1990 e.V. (Katalog)
- 2024 RealismusGalerie, Rolf Gith - message of light and color, Berlin
- 2025 Galerie KunstKontor, Wiesbaden, message of flying